# Daouaro
Daouaro ou Dawaro est un ancien État musulman situé au centre de l'Éthiopie, vassalisé de façon intermittente par l'empire chrétien d'Éthiopie.

## Histoire
Des influences musulmanes dans la région sont documentées au XIIIe siècle, lors de la constitution du sultanat d'Ifat qui s'empare du royaume sous le règne d'Yagbéa-Syon. Le royaume est vassalisé pendant l'Âge d'or éthiopien, notamment sous les règnes d'Amda-Syon et de Zara Yacoub. Au XVIe siècle, la région redevient instable sous les règnes de Dawit II et du négus Gelawdewos, lors des invasions de l'imam somali Ahmed Gragne et de son successeur Nur ibn al-Wazir Mujahid.